# Inside Out 2
Inside Out 2 (Nederlands: Binnenstebuiten 2) is een Amerikaanse animatiefilm van Pixar Animation Studios uit 2024, geregisseerd door Kelsey Mann. De film is een sequel op Inside Out uit 2015.

## Verhaal
De film keert terug in de geest van tiener Riley, net op het moment dat het controlecentrum plotseling wordt uitgebreid om plaats te maken voor nieuwe emoties. Plezier, Verdriet, Woede, Angst en Afkeer weten niet goed hoe ze zich moeten voelen als plots Onzekerheid opduikt en het lijkt erop dat ze niet de enige is. Later verschijnen ook Jaloezie, Ennui en Verlegenheid.

## Stemverdeling
| Personage                               | Engelse stem            | Nederlandse stem       | Vlaamse stem        |
| --------------------------------------- | ----------------------- | ---------------------- | ------------------- |
| Joy (Plezier)                           | Amy Poehler             | Peggy Vrijens          | Linde Merckpoel     |
| Anxiety (Onzekerheid)                   | Maya Hawke              | Stephanie van Eer      | Jolien Praet        |
| Riley Anderson                          | Kensington Tallman      | Gioia Parijs           | Maxine Janssens     |
| Disgust (Afkeer)                        | Liza Lapira             | Georgina Verbaan       | Tatyana Beloy       |
| Fear (Angst)                            | Tony Hale               | Richard Groenendijk    | Jonas Van Geel      |
| Anger (Woede)                           | Lewis Black             | Marcel Hensema         | Stany Crets         |
| Sadness (Verdriet)                      | Phyllis Smith           | Aaf Brandt Corstius    | Veerle Dobbelaere   |
| Envy (Jaloezie)                         | Ayo Edebiri             | Anouk Maas             | Steffi Mercie       |
| Valentina “Val” Ortiz                   | Lilimar                 | Barbara Sloesen        | Lani Lauwers        |
| Grace                                   | Grace Lu                | Lotte Heijs            | Marie Wuyts         |
| Bree                                    | Sumayyah Nuriddin-Green | Ayana Visser           | Jo Leyers           |
| Ennui                                   | Adèle Exarchopoulos     | Ellen ten Damme        | Ella Leyers         |
| Rileys moeder                           | Diane Lane              | Jannemien Cnossen      | Bieke Ilegems       |
| Rileys vader                            | Kyle MacLachlan         | Huub Dikstaal          | Pieter Klinck       |
| Embarrassment (Verlegenheid)            | Paul Walter Hauser      | Boyan van der Heijden  | Gerben Tuerlinckx   |
| Coach Roberts                           | Yvette Nicole Brown     | Sosha Duysker          | Soe Nsuki           |
| Bloofy                                  | Ron Funches             | Thijs van Aken         | Sander Gillis       |
| Pouchy (Buidel/Tassie)                  | James Austin Johnson    | Florus van Rooijen     | Tim Saey            |
| Lance Slashblade                        | Yong Yea                | Yannick de Waal        | Dries De Vis        |
| Deep Dark Secret (Groot Duister Geheim) | Steve Purcell           | Simon Zwiers           | Pieter Jan De Paepe |
| Mind Cop Frank (Breinagent Frank)       | Dave Goelz              | Paul Disbergen         | Pieter Jan De Paepe |
| Foreman (Voorman)                       | Kirk R. Thatcher        | Ruben Lürsen           | Johan De Paepe      |
| Mind Cop Dave                           | Frank Oz                | Ruben Lürsen           | Tim Saey            |
| Mom's Anger (Mam's Woede)               | Paula Pell              | Marloes van den Heuvel | Liesbeth De Wolf    |
| Nostalgia (Nostalgie)                   | June Squibb             | Maria Lindes           | Christel Domen      |
| Dad's Anger (Pap's Woede)               | Pete Docter             | Paul Disbergen         | Sander Gillis       |
| Forgetter Paula (Vergeetster Paula)     | Paula Poundstone        | Maria Lindes           | Cathy Petit         |
| Fritz                                   | John Ratzenberger       | Simon Zwiers           | Tim Saey            |
| Margie                                  | Sarayu Blue             | Edna Kalb              | Karina Mertens      |
| Jake                                    | Flea                    | Simon Zwiers           | Tim Saey            |
| Forgetter Bobby (Vergeter Bobby)        | Bobby Moynihan          | Frans Limburg          | Tim Saey            |
| Hockey Announcer (Stadionomroeper)      | Kendall Coyne           | Jannemien Cnossen      | Cathy Petit         |
| Mom's Sadness (Mam's Verdriet)          | Lori Alan               | Aaf Brandt Corstius    |                     |
| Demo Day Workers                        | Raul Ceballos           |                        |                     |
| Bree's Disgust (Bree's Afkeer)          | Krysta Gonzales         | Georgina Verbaan       |                     |
| Mom's Joy (Mam's Plezier)               | Sherry Lynn             | Peggy Vrijens          |                     |
| Mom's Anxiety (Mam's Afkeer)            | Mona Marshall           | Georgina Verbaan       |                     |

Overige stemmen zijn ingesproken door Carlos Alazraqui. 
 De Nederlandse nasynchronisatie is geregisseerd door Hilde de Mildt en vertaald door Hanneke van Bogget. De Nederlandse overige stemmen zijn ingesproken door Arend Jan Ooms, Dayo Oshigbosin, Daysha Ligeon, Dennis Breekveld, Djin Kastje, Elaine Hakkaart, Elles Haverkort, Hilde de Mildt, Iris Willemsen, Julia Wolda, Kim Joosten, Leonie van Koolwijk, Marike Sterk, Mark Omvlee, Reinder van der Naalt, Rob van de Meeberg, Rosa van de Meeberg, Samya Hafsaoui, Sander Pieterse, Sanne Bosman, Ajoerd van Gestel, Tiffany Finsy en Wiebe-Pier Cnossen. 
 De Vlaamse nasynchronisatie is geregisseerd door Karina Mertens en vertaald door Dominique Sijs. De Vlaamse overige stemmen zijn ingesproken door Cathy Petit, Christel Domen, Karina Mertens, Lotte De Clerck, Lotte Heuten, Moora Vander Veken, Pieter Klinck, Unique Flowers, Coco Beckers, Eline Eurlings, Yarno Temmerman, Eline de Chaffoy, Luc Nuyens, Valerie Van den Broeck, Kato Haes en Paulien De Cloedt.

## Productie
Na het succes van Inside Out (2015), met een opbrengst van 856.809.711 Amerikaanse dollar, de op zes na winstgevendste film van 2015, werd een vervolg als onvermijdelijk beschouwd. Naar aanleiding van de nominatie voor beste animatiefilm voor de 88ste Oscaruitreiking in januari 2016 onthulde Inside Out-regisseur Pete Docter ideeën voor een vervolg. Pixar bevestigde officieel de ontwikkeling van de vervolgfilm tijdens de aankondiging van de D23 Expo in september 2022, waarbij Amy Poehler het podium opkwam om samen met Docter de film te bespreken. Kelsey Mann werd aangekondigd als regisseur van de vervolgfilm. Het was zijn speelfilmdebuut, nadat hij eerder, in 2013, de korte Pixar-film Party Central had geregisseerd. Meg LeFauve werd aangekondigd als scenarioschrijver.
De teasertrailer voor de film werd, samen met de poster, uitgebracht op 9 november 2023. De teasertrailer werd in de eerste 24 uur in totaal meer dan 157 miljoen keer bekeken op de diverse socialemediaplatforms, waaronder 78 miljoen keer via TikTok, en werd daarmee de meest bekeken animatiefilmtrailer in de geschiedenis van Disney, waarmee de vorige recordhouder Frozen II (2019) werd overtroffen.

## Première en ontvangst
Inside Out 2 ging op 10 juni 2024 in première in het El Capitan Theatre in Hollywood, Los Angeles. De bioscooprelease in de Verenigde Staten vond plaats op 13 juni 2024. De film werd overwegend positief beoordeeld door filmcritici, met een score van 91% op Rotten Tomatoes, gebaseerd op 316 beoordelingen.

### Kassaopbrengsten
Met een budget van 200 miljoen dollar zou Inside Out 2 aanvankelijk naar verwachting 80-90 miljoen bruto opleveren tijdens het Noord-Amerikaanse openingsweekend. De verwachting van minder dan 100 miljoen was gedeeltelijk te wijten aan het idee dat het algemene publiek aarzelde terug te keren naar de bioscoop en de matige kassaopbrengsten van verschillende films in 2024. De film bracht uiteindelijk 154,2 miljoen Amerikaanse dollar op in 4440 bioscopen in eigen land en naar schatting 140 miljoen dollar op 38 internationale markten, goed voor een wereldwijd debuut van 294 miljoen dollar, het hoogste in de geschiedenis van Pixar. Op 20 juni 2024, na de eerste week, had Inside Out 2 een bruto-opbrengst van 255,2 miljoen dollar in de Verenigde Staten en Canada bereikt en 226,7 miljoen dollar in andere gebieden, goed voor een wereldwijd totaal van 481,9 miljoen. Op 10 juli had Inside Out 2 1,251 miljard dollar opgebracht, waarmee deze film Incredibles 2 voorbij was gestreefd en hierdoor Pixars nieuwe film met de hoogste opbrengst was geworden. Op 24 juli passeerde Inside Out 2 de film Frozen II als succesvolste animatiefilm aller tijden.

## Prijzen en nominaties
De belangrijkste:
| Jaar | Prijs                   | Categorie                              | Genomineerde(n)                        | Uitslag     |
| ---- | ----------------------- | -------------------------------------- | -------------------------------------- | ----------- |
| 2025 | Academy Awards (Oscars) | Beste animatiefilm                     | Beste animatiefilm                     | Genomineerd |
| 2025 | Golden Globes           | Beste film – animatie                  | Beste film – animatie                  | Genomineerd |
| 2025 | Golden Globes           | "Cinematic and Box Office Achievement" | "Cinematic and Box Office Achievement" | Genomineerd |